# Erv Prasse
Erwin Theodore Prasse, detto Erv (Chicago, 1º dicembre 1917 – Naperville, 18 giugno 2005), è stato un cestista statunitense, professionista nella NBL.

## Carriera
Giocò per tre stagioni nella NBL, disputando complessivamente 38 partite con 2,4 punti di media.

## Palmarès
- 2 volte campione NBL (1941, 1942)